# Zuständigkeit
Die Zuständigkeit oder Kompetenz legt im öffentlichen Recht fest, welche Behörde bzw. welches Gericht im Einzelfall rechtlich zu hoheitlichem Handeln ermächtigt und gegebenenfalls verpflichtet ist (Jurisdiktion). Die sachliche und örtliche Zuständigkeit ist eine formelle Voraussetzung für die Rechtmäßigkeit öffentlich-rechtlichen Verwaltungshandelns und für die Tätigkeit der Gerichte. Sie wird grundlegend durch die Verfassung bestimmt.

## Deutschland

### Verfassungsrechtliche Grundlagen
Aus verfassungsrechtlicher Sicht folgt die Zuständigkeit einer öffentlichen Stelle zum einen aus der Gewaltenteilung, einem Element des Rechtsstaatsprinzips, zum anderen aus dem Bundesstaatsprinzip.

#### Gewaltenteilung
Die Zuständigkeit der staatlichen Gewalt ist zunächst funktional festgelegt: Die Gesetzgebung setzt das Recht, die öffentliche Verwaltung führt die Gesetze aus, und die Rechtsprechung entscheidet im Streitfall über die Rechtslage (die Bedeutung der rechtlichen Regeln) und schafft dabei gleichzeitig eine Grundlage für die zwangsweise Durchsetzung des Rechts im Einzelfall. Ein Organ darf in diesem Sinne nur im Rahmen der Kompetenzen handeln, die ihm die Verfassung funktional zuweist.
Ein Sonderfall ist insoweit die Rechtsetzung durch die Verwaltung in Form von Rechtsverordnungen und Satzungen (sog. materielles oder untergesetzliches Recht). Sie bedarf einer formellgesetzlichen Ermächtigung, die wiederum bestimmte Voraussetzungen erfüllen muss (Art. 80 GG; Wesentlichkeitstheorie). Weiterhin schafft die Rechtsprechung auch sogenanntes Richterrecht, das ein Eigenleben neben dem positiv gesetzten Recht zu entwickeln vermag. Insbesondere in der Verfassungsgerichtsbarkeit kann es zu Überschneidungen mit der Kompetenz des Gesetzgebers kommen, die unter dem Topos des judicial self-restraint diskutiert werden.

#### Bundesstaatsprinzip
Eine weitere Gliederung folgt aus dem Föderalismus: Die Kompetenzen der drei öffentlichen Gewalten sind auf den Bund, die Länder und die Kommunen verteilt. Die Gesetzgebungskompetenz folgt aus Art. 70 ff. GG. Sie liegt demnach grundsätzlich bei den Ländern; nur bei den ausdrücklich aufgezählten Sachgebieten liegt sie ausschließlich oder konkurrierend beim Bund. Auch im Bereich der öffentlichen Verwaltung gilt der Grundsatz, dass die Gesetze von den Ländern ausgeführt werden (Art. 83 ff. GG). Nur ausnahmsweise wird hier die Bundesverwaltung tätig. Und auch in der Rechtsprechung sind zunächst die Gerichte eines jeweiligen Landes berufen (Art. 92 ff. GG).

### Zuständigkeitsregelungen im Einzelnen

#### Öffentliche Verwaltung
Zuständigkeitsvorschriften sind dadurch gekennzeichnet, dass sie der Behörde bestimmte Aufgaben lediglich allgemein zuweisen, ohne auch dazu zu ermächtigen, die zur Erfüllung dieser Aufgaben nötigen Maßnahmen im Einzelfall zu ergreifen. Zu welchen Maßnahmen eine Behörde im Einzelfall ermächtigt ist, beurteilt sich nach der jeweils einschlägigen besonderen Rechtsgrundlage.
Die im Einzelfall zuständige Stelle der öffentlichen Verwaltung ist nach der Maßgabe des einfachen Rechts zu ermitteln. Sie richtet sich nach dem Verwaltungsaufbau, in der jeweils ein bestimmter Träger für einen Sachbereich sachlich und örtlich zuständig ist. Sie ist also Teil des Organisationsrechts. Insoweit werden – „instantiell“ – üblicherweise bei einem dreistufigen Verwaltungsaufbau untere, obere und oberste Verwaltungsbehörden unterschieden.  Auch Beliehene können zur Erfüllung einer bestimmten Aufgabe zuständig sein und insoweit hoheitlich handeln.
Beispielsweise ist in den Polizeigesetzen der Länder bestimmt, dass im Polizei- und Ordnungsrecht grundsätzlich die Zuständigkeit der örtlichen allgemeinen Ordnungsbehörde begründet ist. Sie ist bei den Landkreisen und kreisfreien Städten errichtet. Für bestimmte örtliche Angelegenheiten ist hingegen die kommunale Ordnungsbehörde sachlich und örtlich zuständig, beispielsweise für die Regelung des Verkehrs auf Ortsstraßen die örtliche Straßenverkehrsbehörde.
Ein anderes Beispiel ist die Zuständigkeit der Berufsgenossenschaft als Träger der gesetzlichen Unfallversicherung für Arbeitsunfälle (§ 8 SGB VII) in einem bestimmten Gewerbezweig (sachlich; nach Maßgabe der Satzung der Berufsgenossenschaft) und in einem bestimmten Bezirk (örtlich, soweit es in dem Gewerbezweig Unfallversicherungsträger gibt, die nur für einen bestimmten örtlichen Bereich zuständig sind) für bestimmte Versicherte (§ 2 ff. SGB VII).
In jüngerer Zeit hat sich das Bundesverfassungsgericht insbesondere mit den Zuständigkeitsregelungen im Recht der zum Januar 2005 neu eingeführten Grundsicherung für Arbeitsuchende („Hartz IV“) beschäftigt. Die örtliche Zuständigkeit des Trägers der Grundsicherung für Arbeitsuchende richtet sich nach dem gewöhnlichen Aufenthalt des Hilfebedürftigen (§ 36 SGB II). Verwaltungsträger ist grundsätzlich die Bundesagentur für Arbeit, ausnahmsweise ein zugelassener kommunaler Träger an deren Stelle (sog. Optionskommune, § 6 SGB II). Zur Erfüllung ihrer Aufgaben errichten die Arbeitsagenturen und diejenigen Kommunen, die nicht selbst als Träger zugelassen worden sind, Arbeitsgemeinschaften (sog. ARGEn, § 44b SGB II). Das Bundesverfassungsgericht hat diese Organisationsform in seinem Urteil vom 20. Dezember 2007 für mit dem Grundgesetz unvereinbar erklärt und dem Gesetzgeber aufgegeben, bis zum Ablauf des Jahres 2010 eine neue Regelung zu schaffen. Dabei hat das Gericht die Bestimmungen der Art. 83 ff. GG so ausgelegt, dass eine sogenannte Mischverwaltung mit der bundesstaatlichen Ordnung sowie mit dem Rechtsstaatsprinzip nicht vereinbar gewesen seien.

#### Rechtsprechung
Die Zuständigkeit der Gerichte muss dem verfassungsrechtlichen Grundsatz des Gesetzlichen Richters (Art. 101 GG) entsprechen, muss also so klar geregelt sein, dass für Rechtsstreitigkeiten bereits im Voraus bestimmt und im Nachhinein überprüfbar sein muss, welches Gericht und welcher Richter zuständig ist oder war. Die Zuständigkeit der Gerichte richtet sich nach dem Gerichtsverfassungsrecht. Dabei sind einerseits der Rechtsweg (die Ordentliche Gerichtsbarkeit (Zivil- und Strafsachen), die Verwaltungsgerichtsbarkeit mit den besonderen Zweigen der Finanz- und der Sozialgerichtsbarkeit sowie die Freiwillige Gerichtsbarkeit), andererseits der Instanzenzug innerhalb eines Rechtswegs zu unterscheiden (in der ordentlichen Gerichtsbarkeit etwa: Amtsgericht, Landgericht, Oberlandesgericht, Bundesgerichtshof).
Die sachliche Zuständigkeit der Gerichte innerhalb desselben Rechtswegs richtet sich nach den jeweiligen Prozessordnungen (Zivilprozessordnung, Strafprozessordnung, Verwaltungsgerichtsordnung, Finanzgerichtsordnung, Sozialgerichtsgesetz). Im Zivilprozess ist der Streitwert hierfür besonders bedeutsam, weil nach § 23 Nr. 1 GVG bürgerliche Streitigkeiten mit einem Wert von mehr als 5000 Euro nicht mehr vom Amtsgericht, sondern vom Landgericht zu entscheiden sind (davon abgesehen sind Angelegenheiten ohne Ansehung des Streitwertes katalogmäßig den Amtsgerichten zugewiesen gem. § 23 Nr. 2 GVG). Im Strafprozess bestimmt sich die Zuständigkeit des Gerichts nach dem zu erwartenden Strafmaß (§ 24 ff. GVG).
Die örtliche Zuständigkeit folgt aus den jeweiligen landesrechtlichen Ausführungsgesetzen, in denen Gerichtsbezirke festgelegt worden sind, sowie aus dem Gerichtsstand. In streitigen Fällen sehen alle Gerichtsbarkeiten eine gerichtliche Klärung der örtlichen Zuständigkeit durch ein im Rechtsweg höheres Gericht vor.
Ist die sachliche Zuständigkeit im Einzelfall unklar, weil sich mehrere Gerichte rechtskräftig für unzuständig erklärt haben, kann zur Lösung dieses negativen Kompetenzkonflikts der jeweilige oberste Gerichtshof des Bundes angerufen werden. Dies ist zwar gesetzlich nicht geregelt, wurde aber aus Richterrecht entwickelt und entspricht ständiger Rechtsprechung.
Innerhalb eines Gerichts bestimmt sich im Übrigen die Zuständigkeit eines einzelnen Richters oder eines Spruchkörpers nach dem Geschäftsverteilungsplan. Er hat den Zweck, sicherzustellen, dass niemand seinem gesetzlichen Richter entzogen wird (Art. 101 GG). Die Geschäftsverteilung wird von den Richtern des jeweiligen Gerichts beschlossen (Selbstverwaltung der Justiz).
Das erstinstanzlich angerufene Gericht entscheidet verbindlich über den zu ihm beschrittenen Rechtsweg. Andere Gerichte sind an diese Entscheidung gebunden (§ 17a Abs. 1, Abs. 5 GVG). Landesrechtliche Vorbehalte über die Errichtung von Kompetenzgerichtshöfen sind entfallen, weil die Möglichkeit von Kompetenzkonflikten nicht mehr besteht. Wird die Klage vor dem sachlich oder örtlich nicht zuständigen Gericht erhoben, erfolgt eine Verweisung an das zuständige Gericht. Die Zulässigkeit des beschrittenen Rechtsweges wird durch eine nach Rechtshängigkeit eintretende Veränderung der sie begründenden Umstände nicht berührt (§ 17 Abs. 1 Satz 1 GVG, Perpetuatio fori).
In den Instanzenzug ist das Bundesverfassungsgericht nicht eingegliedert, denn es ist keine sogenannte Superrevisionsinstanz. Das Bundesverfassungsgericht wird nur in den Fällen tätig, die in Art. 93 abschließend aufgezählt sind. Im Verfahren der Verfassungsbeschwerde überprüft es nur die Verletzung „spezifischen Verfassungsrechts“.

#### Besondere Regelungen

##### Eilkompetenz der Polizei
Besondere Regelungen gelten für Notfälle, in denen die grundsätzlich zuständige Behörde oder das zuständige Gericht nicht erreichbar sind oder in denen sie nicht schnell genug handeln können, um die Rechte des Betroffenen zu wahren. Beispielsweise hat die Vollzugspolizei in diesen Fällen eine Eilkompetenz gegenüber der allgemeinen Ordnungsbehörde.

##### Bereitschaftsdienst des Amtsgerichts
Für den Fall, dass kein anderes Gericht mehr den Rechtsschutz rechtzeitig gewährleisten könnte, steht der Bereitschaftsdienst des Amtsgerichts für Begehren aus allen Gerichtsbarkeiten in dem jeweiligen Landgerichtsbezirk auch an Sonn- und Feiertagen als eingeschränkter Notdienst bereit. Die Landesregierungen können durch Rechtsverordnung bestimmen, „dass für mehrere Amtsgerichte im Bezirk eines Landgerichts ein gemeinsamer Bereitschaftsdienstplan aufgestellt wird oder ein Amtsgericht Geschäfte des Bereitschaftsdienstes ganz oder teilweise wahrnimmt, wenn dies zur Sicherstellung einer gleichmäßigeren Belastung der Richter mit Bereitschaftsdiensten angezeigt ist“ (§ 22c GVG).

##### Bewegliche Zuständigkeit
In Strafprozessen besteht für bestimmte Verfahren keine endgültige gesetzliche Bestimmung des erstinstanzlich zuständigen Gerichts, sondern eine bewegliche Zuständigkeit im Sinne einer Abhängigkeit von der Entscheidung der zuständigen Anklagebehörde zwischen verschiedenen Zuständigkeitsalternativen. Ein Evokationsrecht der Staatsanwaltschaft ergibt sich aus § 24 Abs. 1 Satz 1 Nr. 1 und Nr. 3 GVG (Amts- oder Landgericht) und § 74a Abs. 2 GVG (Land- oder Oberlandesgericht). Trotz zweier Urteile des Bundesverfassungsgerichts zur Verfassungskonformität sog. beweglicher Zuständigkeitsregelungen ist die Frage, ob der von der Staatsanwaltschaft gewählte Richter als ein gesetzlicher Richter im Sinne des Art. 101 Abs. 1 Satz 2 GG verstanden werden kann, nach wie vor umstritten.
In Zivilprozessen kann ein an sich unzuständiges Gericht des ersten Rechtszuges durch Gerichtsstandsvereinbarung der Parteien oder rügelose Einlassung des Beklagten zuständig werden (§ 38, § 39 ZPO).

##### Internationale Zuständigkeit
Bei Fällen mit Grenzüberschreitung richtet sich die internationale Zuständigkeit nach den einschlägigen völkerrechtlichen und europarechtlichen Verträgen und sonstigen Bestimmungen (Verordnung (EG) Nr. 44/2001 (EuGVVO), Europäisches Gerichtsstands- und Vollstreckungsübereinkommen).

## Österreich

### Verfassungsrechtliche Grundlagen
Aus verfassungsrechtlicher Sicht folgt auch in Österreich die Zuständigkeit einer öffentlichen Stelle aus dem Prinzip der Gewaltenteilung, einem Element des Rechtsstaatsprinzips. Die Gesetzgebung setzt das Recht, die öffentliche Verwaltung führt die Gesetze aus, und die Rechtsprechung entscheidet im Streitfall über die Rechtslage. Da Österreich ein Bundesstaat ist, spielt auch das Bundesstaatsprinzip eine wichtige Rolle. Die Kompetenzen der drei öffentlichen Gewalten sind auf den Bund, die Länder und die Gemeinden verteilt. Die konkreten Zuständigkeiten von Bund und Ländern in Gesetzgebung und Vollziehung sind in den so genannten Kompetenzartikeln des Bundes-Verfassungsgesetzes zu finden. Sie legen fest,
- was auf Bundesebene zu regeln ist,
- wo der Bund Grundsätze beschließt und die Länder für die Ausführungsgesetze zuständig sind,
- wo der Bund für die Gesetzgebung und die Länder für die Ausführung zuständig sind und
- wo die alleinige Gesetzgebungskompetenz bei den Ländern liegt.

Zuständigkeiten im Steuerrecht sind zudem im Finanz-Verfassungsgesetz von 1948 geregelt.

### Zuständigkeiten im Einzelnen
Der Nationalrat und die Landesparlamente beschließen Gesetze, sind aber nicht selbst für die Vollziehung der Gesetze verantwortlich. Das ist Sache der Bundesregierung, der Landesregierungen und ihrer jeweiligen Verwaltungsbehörden und Verwaltungsorgane. Sie sind für die Vollziehung der von den Parlamenten beschlossenen Gesetze verantwortlich.
Dem Bund ist vom Aufgabenspektrum her zuständig u. a. für:
- Außenpolitik
- Passwesen
- gerichtliches Strafrechtswesen und Zivilrechtswesen
- Bundessteuern
- Angelegenheiten des Gewerbes und der Industrie
- Polizei
- militärische Angelegenheiten
- Forstwesen
- Bau und Erhaltung von Autobahnen und Schnellstraßen  (Bundesstraßen)
- Wasserrecht
- Lehrerausbildung
- Steuerung des Universitäts- und Hochschulsystems

Den Ländern obliegt u. a.:
- Baurecht
- Straßenbau und Erhaltung der Landesstraßen (siehe Straßensystem in Österreich)
- Raumordnungsrecht
- Jagd- und Fischereirecht
- Naturschutzrecht
- Gemeindeorganisationsrecht
- Veranstaltungsrecht
- Kino- und Theaterwesen

Angelegenheiten, in denen die Zuständigkeit zur Grundsatzgesetzgebung beim Bund, jene zur Ausführungsgesetzgebung und Vollziehung bei den Ländern liegt sind z. B. Jugendfürsorge, Heil- und Pflegeanstalten, Mutterschafts- und Säuglingsfürsorge sowie Teile des Elektrizitätswesens. Seit 2019 sind die Bildungsdirektionen für die Schulbildung in den jeweiligen Ländern zuständig. Es handelt sich um eine gemeinsame Behörde des Bundes und des jeweiligen Landes sui generis.
Die Gemeinden als unterste Ebene der Verwaltungsgliederung haben eine Reihe von Zuständigkeiten, die ihnen durch Bundes- oder Landesgesetz übertragen sind:
- Verwaltung der Gemeindefinanzen
- Brandschutz und Rettungswesen
- Straßenbau und Erhaltung der Gemeindestraßen
- Schulerhalter von Volksschulen, Neue Mittelschulen, Sonderschulen und Schulen des Polytechnischen Lehrganges
- Meldewesen
- Matrikenwesen (Führung der Personenstandsbücher, siehe Standesamt)
- örtliche Raumplanung (Gemeindeplanung)
- örtliche Sicherheitspolizei
- örtliche Baupolizei

Die ordentlichen Gerichte haben die Gesetze anzuwenden und Recht zu sprechen. Wichtige Kontrollinstitutionen sind weiters
- Volksanwaltschaft
- Rechnungshof
- Verfassungsgerichtshof (VfGH)
- Verwaltungsgerichtshof (VwGH)

Die Bundespolizei, die dem Bundesminister für Inneres unterstellt ist, ist nach der Polizeireform 2005 in ganz Österreich zuständig für die öffentliche Sicherheit. Daneben existieren teilweise kommunale Wachkörper. Für den Bereich der Polizei gibt es besondere Ermächtigungen für Notfälle, in denen die grundsätzlich zuständige Behörde oder das zuständige Gericht nicht erreichbar sind.

## Schweiz
Die Zuständigkeit einer öffentlichen Stelle ergibt sich auch in der Schweiz aus dem Prinzip der Gewaltenteilung als Element des Rechtsstaatsprinzips. Das Bundesstaatsprinzip spielt zudem aufgrund eines ausgeprägten Föderalismus in der Schweiz eine sehr gewichtige Rolle. Der Bund darf nur das regeln, was in der Bundesverfassung ausdrücklich als seine Kompetenz erwähnt ist, alles andere regeln die 26 Kantone (bzw. die Gemeinden) in eigener Zuständigkeit. Der Bund ist nach der Verfassung vollständig oder weitgehend zuständig für die Gesetzgebung über (Art. 54–125):
- Bundesstaatsrecht
- Außenpolitik, Außenwirtschaft
- Zivil- und Strafrecht, Obligationenrecht (daneben kantonale Residualrechte)
- Zivil- und Strafprozessordnung
- Arbeitsrecht
- Berufsbildung
- Gesundheitswesen (teilweise)
- Krankenversicherung und andere Sozialversicherungen
- Währungspolitik
- Mehrwertsteuer und Zölle
- Messwesen
- Bankenrecht
- Schutz der Gesundheit vor äußeren Einflüssen
- Energie
- Radio und Fernsehen
- Verkehrsrecht
- nationale Infrastruktur (Landesteile verbindendes Eisenbahnnetz, Autobahnen)
- Raumfahrt
- Schweizer Armee

Die Verantwortung für die übrigen staatlichen Aufgaben liegt daher weitgehend oder vollständig bei den Kantonen, so im Schul-, Gesundheits-, Finanz-, Polizei- und Justizwesen (sowohl Straf- und Zivilsachen) sowie im Verwaltungsrecht. Verträge in ihren Zuständigkeitsbereichen können die Kantone auch mit dem Ausland schließen.
Einige Aufgaben sind auch geteilt, so dass der Bund allgemeine Regeln aufstellt und die Kantone für deren Ausgestaltung zuständig sind. Dies gilt beispielsweise für die Raumplanung, Forstrecht oder Jagdrecht.
Die politischen Gemeinden in der Schweiz verfügen über die sogenannte allgemeine Kompetenz in kommunalen Angelegenheiten. Alle nicht ausdrücklich durch Verfassung und Gesetz dem Kanton, dem Bund oder einer Spezialgemeinde vorbehaltenen Geschäfte fallen in die Kompetenz der politischen Gemeinde.
Wie bereits ausgeführt obliegt das Polizei- und Justizwesen den Kantonen. Die Judikative auf Bundesebene besteht nur aus dem Bundesgericht mit Sitz in Lausanne und Luzern (zwei sozialrechtliche Abteilungen), dem Bundesstrafgericht in Bellinzona (seit April 2004) sowie dem Bundesverwaltungsgericht (seit Januar 2007) und dem Bundespatentgericht (seit Januar 2012) in St. Gallen. Die Judikative auf der jeweiligen kantonalen Ebene umfasst alle übrigen (nur teilweise den Bundesgerichten untergeordneten) Instanzen.
Die Polizeihoheit in der Schweiz liegt ebenfalls bei den Kantonen, welche jedoch in einigen Fällen einen Teil der Aufgaben an Stadt- oder Gemeindepolizeien delegiert haben. Die Bundeskriminalpolizei verfügt über keine eigenen uniformierten Organe. Einzig die Kantone und einige Gemeinden besitzen eigene Polizeitruppen, die über eine Eilkompetenz in Notfällen verfügen.